# Ровненская сельская община
Ровненская сельская община (укр. Рівненська сільська громада) — территориальная община в Ковельском районе Волынской области Украины.
Административный центр — село Ровное.
Население составляет 5495 человек. Площадь — 356 км².
В соответствии с распоряжением Кабинета Министров Украины от 12 июня 2020 года, в состав общины вошла территория Гущанского, Забужского, Полаповского, Ровненского и Столинско-Смолярского сельских советов упразднённого Любомльского района.

## Населённые пункты
В состав общины входит 17 сёл:
- Ровное
  - Боровое
  - Старовойтово
- Гущанский старостинский округ:
  - Вишневка
  - Гуща
  - Миловань
  - Подлесье
- Забужский старостинский округ:
  - Вербовка
  - Забужье
  - Локутки
  - Новоугрузское
- Полаповский старостинский округ:
  - Полапы
  - Сокол
- Столинско-Смолярский старостинский округ:
  - Будники
  - Гороховище
  - Роговые Смоляри
  - Столинские Смоляри